# Баєво (Ічалківський район)
Ба́єво (рос. Баево, ерз. Баево) — село у складі Ічалківського району Мордовії, Росія. Входить до складу Рождественно-Баєвського сільського поселення.

## Населення
Населення — 769 осіб (2010; 843 у 2002).
Національний склад (станом на 2002 рік):
- росіяни — 79 %